# Idioma pampango
El pampango (Kapampángan, [kəːpəmpaːŋən]) es un idioma hablado en las Filipinas que pertenece a la familia de lenguas austronesias. Se refiere afectuosamente por sus hablantes como amánung sísuan ([əmaːnuŋ siːswən], "lengua materna").
Hablado mayoritariamente en las provincias de la Pampanga y Tarlac, también es utilizado en las provincias de Nueva Écija, Bulacán y Bataán y por los aetas en Zambales. El idioma también se llama amánung sísuan por sus hablantes que significa "idioma amamantado".

## Distribución geográfica
Principalmente se habla el pampango en las provincias de la Pampanga y Tarlac (municipalidades situadas en el sur: Bambán, Capas, Concepción, San José, Gerona, La Paz, Victoria y Ciudad de Tarlac).